# Felező módszer
A felező módszer (vagy az intervallumfelezés módszere) folytonos, a valós számokat a valós számokra képező függvények gyökeinek meghatározására használatos numerikus módszer. A módszer felhasználhatóságának feltétele, hogy a kérdéses függvény felvegyen mind negatív, mind pozitív értéket.
Az általánosság megsértése nélkül feltételezhetjük hogy az előzőekben, a gyökök szétválasztása során sikerült olyan intervallumokra felosztanunk a számtengelyt, amelyek mindegyikében egyszer és csakis egyszer metszi az f(x) függvény az x tengelyt. Vegyünk egy ilyen intervallumot, és jelöljük annak két végpontját a0 illetve b0-val. A felező módszer abban áll, hogy kiindulva ebből a két értékből újabb (a1, b1), (a2, b2), ..., (an, bn), ...
számpárokat kapunk úgy, hogy a gyök mindvégig a két érték által meghatározott intervallumon belül marad: azaz an < ξ < bn - ezáltal tetszőleges pontossággal "sarokba szorítván" a gyököt. Minden egyes lépésben felezzük az intervallum nagyságát: azaz bn - an = (bn-1 - an-1)/2. Szigorúan bizonyítható, hogy a közrezárási feltételt tiszteletben tartva és az intervallumot tetszőlegesen lecsökkentve, annak végpontjai tetszőlegesen közel kerülnek a ξ gyökhöz. Gyakorlatilag az eljárás a következő:

Legyen cn = (an + bn)/2 az intervallum közepe.

1. ha f(an)f (cn) < 0 akkor bn+1 = cn, azaz a jobb oldali végpontot az intervallum közepére mozgatjuk, mert ezzel nem csúszik ki kezünk közül a gyök;

2. ha f(an)f (cn) > 0 akkor an+1 = cn, azaz ha a jobb oldali végpont középre való mozgatásával a közrezárási feltétel nem teljesül, a bal oldali végponttal végezzük el a műveletet;

3. ha f(an)f (cn) = 0 leállunk, mert cn = ξ, azaz belebotlottunk a gyökbe.
A harmadik lépésben figyelembe vett eshetőség valószínűsége gyakorlati alkalmazások esetén kicsi, de ettől függetlenül helyet kell kapnia az algoritmusban. Az n-edik lépésben a legjobb becslés cn. A hiba felső korlátja így

εn = (bn - an)/2

Gyökkeresés felező módszerrel

A fenti leírásnak pszeudokódban való megfelelője:

1: function Felező( in: f, a, b, E out: x ) *** f a tanulmányozott függvény, a, b az intervallum határai, E a megoldás megengedett hibája, x becsült megoldás

2: pre b > a, sign(f(a)) ≠ sign(f(b))

3: u → f(a)

4: ε → (b - a)/2

5: while ε > E do

6: c → a + ε

7: w → f(c)

8: if u · w < 0 then

9: b → c

10: else if w = 0 then

11: return c

12: else

13: a → c

14: u → w

15: end if

16: ε → ε/2

17: end while

18: return a + ε

19: end function

## Példa
Legyen f(x) = x-ex, a = 0, b = 1.0 és a megengedett legnagyobb hiba 0.001. Használva
a c = (a + b)/2 jelölést

| a           | b        | c        | b - a\|/2 | f(a)      | f(b)     | f(c)      |
| ----------- | -------- | -------- | --------- | --------- | -------- | --------- |
| 1 0.000000  | 1.000000 | 0.500000 | 0.500000  | -1.000000 | 0.632121 | -0.106531 |
| 2 0.500000  | 1.000000 | 0.750000 | 0.250000  | -0.106531 | 0.632121 | 0.277633  |
| 3 0.500000  | 0.750000 | 0.625000 | 0.125000  | -0.106531 | 0.277633 | 0.089739  |
| 4 0.500000  | 0.625000 | 0.562500 | 0.062500  | -0.106531 | 0.089739 | -0.007283 |
| 5 0.562500  | 0.625000 | 0.593750 | 0.031250  | -0.007283 | 0.089739 | 0.041498  |
| 6 0.562500  | 0.593750 | 0.578125 | 0.015625  | -0.007283 | 0.041498 | 0.017176  |
| 7 0.562500  | 0.578125 | 0.570312 | 0.007812  | -0.007283 | 0.017176 | 0.004964  |
| 8 0.562500  | 0.570312 | 0.566406 | 0.003906  | -0.007283 | 0.004964 | -0.001155 |
| 9 0.566406  | 0.570312 | 0.568359 | 0.001953  | -0.001155 | 0.004964 | 0.001905  |
| 10 0.566406 | 0.568359 | 0:567383 | 0:000977  | -0.001155 | 0.001905 | 0.000375  |

A pontos érték öt helyes számjeggyel megadva 0.56714.

Az alábbi robusztusabb változatban a kilépési feltételt kiegészítjük, hogy kis |f(x)| értékekre, illetve nagy iterációszám esetén is térjen vissza az algoritmus:

1: function Robusztus-Felező( in: f, a, b, E,D,M out: x )  ***f a tanulmányozott
függvény, a, b az intervallum határai, E a megoldás megengedett hibája, D az f(x)
behelyettesítési értékben megengedett hiba, M az iterációk maximális száma, x a
becsült megoldás

2: pre b > a, sign(f(a)) ≠ sign(f(b))

3: u → f(a)

4: ε → (b - a)/2 or

5: i → 0

6: w → f(a + ε)

7: while ε > E or |w| > D or i < M do

8: c → a + ε

9: w → f(c)

10: if u · w < 0 then

11: b → c

12: else if w = 0 then

13: return c

14: else

15: a → c

16: u → w

17: end if

18: ε → ε/2

19: i → i + 1

20: end while

21: return a + ε

22: end function

## Hiba
Vizsgáljuk most meg a konvergencia sebességét. A hiba minden lépésben feleződik, azaz a rekurrencia-képlet

εn+1 = εn/2 ;

ami lineáris konvergenciát jelent.

## Előnyei és hátrányai
A gyakorlatban szem előtt kell tartanunk a lebegőpontos számok tulajdonságai miatt bekövetkező esetleges hibákat.
1. Az f(a)*f(b) könnyen túlcsordulhat, és 0-t adhat, ha a és b nagyon kicsi számok. Ezt úgy kerülhetjük el, ha őket külön-külön vizsgáljuk, és nem a szorzatukat. 

2. Ha epszilon túl kicsi, az (a - b) abszolút értéke lehet, hogy sosem lesz olyan kicsi mint 2*epszilon, így a és b szomszédos, nem egyenlő lebegőpontos számok értékeit veszik fel. Ezt elkerülhetjük úgy, hogy nem engedjük epszilont túl picinek lenni, vagy az algoritmusba épített ellenőrző lépésekkel.
A felező módszer nagy hátránya a Newton-módszerrel (érintő módszer) szemben, hogy több lépés után éri el a megkövetelt pontosságot, így hosszú művelet végzésekor lényegesen lassúbb. Előnyös viszont, mert nem szükséges az adott függvény deriváltjainak az ismerete, vagy egyáltalán a deriváltak létezése.